# German Darts Masters (World Series)
| German Darts Masters | German Darts Masters |
| -------------------- | -------------------- |
| Sportart             | Darts                |
| Organisator          | PDC                  |
| Turnierart           | Einladungsturnier    |
| Austragungsort       | Lanxess Arena, Köln  |
| Austragungszeitraum  | wechselnd            |
| Rekordsieger         | Peter Wright (2×)    |
| letzter Sieger       | Peter Wright         |
| Letzte Austragung    | 2019                 |

Das German Darts Masters war ein Dartturnier, das von der PDC im Rahmen der World Series of Darts veranstaltet wurde.
Die erste Ausgabe wurde 2017 im Castello Düsseldorf ausgetragen. Für das zweite Turnier am 25. Mai 2018 wurde die Veltins-Arena in Gelsenkirchen ausgewählt. Die dritte und vorerst letzte Austragung fand im Juli 2019 in der Lanxess Arena in Köln statt.
Erster Sieger dieses Turniers wurde der Schotte Peter Wright durch einen 11:4-Sieg im Finale gegen den Engländer Phil Taylor.

## Qualifikation
Das Teilnehmerfeld bestand jeweils aus 16 Teilnehmern, acht Spielern aus der Weltspitze und acht lokalen Spielern.
2017 wurden zusätzlich zu den Top 6 der PDC Order of Merit zwei Wildcards an Daryl Gurney und Kyle Anderson vergeben. Diese acht Spieler bildeten bei jedem Turnier der World Series die acht gesetzten Spieler. Als lokale Spieler wurden neben den Wildcard-Teilnehmern Max Hopp und Mensur Suljović die besten sechs Spieler der Super League Darts eingeladen.
2018 waren nur noch die Top 4 der Order of Merit automatisch qualifiziert. Hinzu kamen vier Wildcards. Bei den lokalen Spielern erhielten Martin Schindler sowie erneut Max Hopp eine Einladung, dazu kamen erneut sechs Spieler aus der Super League Darts.

## Preisgeld
Bei dem Turnier wurden insgesamt £ 60.000 an Preisgeldern ausgeschüttet. Das Preisgeld verteilte sich unter den Teilnehmern wie folgt:
| Position (Anzahl der Spieler) | Position (Anzahl der Spieler) | Preisgeld |
| ----------------------------- | ----------------------------- | --------- |
| Gewinner                      | (1)                           | £ 20.000  |
| Finalist                      | (1)                           | £ 10.000  |
| Halbfinalisten                | (2)                           | £ 5.000   |
| Viertelfinalisten             | (4)                           | £ 2.500   |
| Achtelfinalisten              | (8)                           | £ 1.250   |
|                               |                               |           |
|                               |                               | £ 60.000  |

Da es sich um ein Einladungsturnier handelte, wurden die erspielten Preisgelder bei der Berechnung der PDC Order of Merit nicht berücksichtigt.

## Finalergebnisse
| Jahr | Austragungsort               | Sieger          | Ergebnis | Finalist              | Preisgeld | Preisgeld |
| Jahr | Austragungsort               | Sieger          | Ergebnis | Finalist              | Gesamt    | Sieger    |
| ---- | ---------------------------- | --------------- | -------- | --------------------- | --------- | --------- |
| 2017 | Castello, Düsseldorf         | Peter Wright    | 11 : 4   | Phil Taylor           | 0£60.000  | 0£20.000  |
| 2018 | Veltins-Arena, Gelsenkirchen | Mensur Suljović | 8 : 2    | Dimitri Van den Bergh | 0£60.000  | 0£20.000  |
| 2019 | Lanxess Arena, Köln          | Peter Wright    | 8 : 6    | Gabriel Clemens       | 0£60.000  | 0£20.000  |